# Тункин, Владимир Викторович
Владимир Викторович Тункин (род. 19 января 1968, Красноуфимск, Свердловская область) — советский и казахстанский футболист, нападающий, защитник, полузащитник. Казахстанский и российский тренер футбольного клуба «Кыргызалтын».

## Биография
Родился в Красноуфимске. В возрасте трёх лет с родителями переехал в казахстанский Темиртау. С 8 до 10 лет занимался плаванием. С 10 лет тренировался у Владислава Горбова и Валерия Роднова. Играл за сборную Карагандинской области. В 1985 году дебютировал во второй лиге, сыграв два матча за карагандинский «Шахтёр». Для прохождения армейской службы в следующем году перешёл в вологодское «Динамо». После осеннего турнира «Переправа» был взят Олегом Долматовым в московское «Динамо»-2, за которое провёл три сезона во второй лиге. Также в 1989—1990 годах сыграл 9 матчей, забил два гола за дубль «Динамо», выступал за сборную «Динамо» под руководством Виктор Царев. Должен был отправиться на сборы с основным составом «Динамо», но из-за травмы, полученной в игре с дублем ЦСКА, долго лечился и до конца не восстановился. В 1990 году вслед за Долматовым перешёл в команду первой лиги «Динамо» Сухуми. Не всегда попадал в состав и принял решение в 1991 году перейти в другой клуб первой лиги «Кайрат» Алма-Ата. В середине сезона был обменян в карагандинский «Шахтер» из второй лиги на Аскара Абильдаева. В конце следующего сезона, играя в чемпионате Казахстана, получил сильное повреждение, приведшее к трём операциям, из-за чего полтора года не выходил на поле. 1993 год провёл в «Актюбинце», затем играл в «Булате» Темиртау (1995, 1996—1998) и «Шахтёре» (1995—1996).
В 1999—2002 годах — главный тренер «Булата». Затем работал с Константином Сарсанией, с которым был знаком ещё по игре за «Динамо-2» — был тренером в российских клубах «Спортакадемклуб» (2005—2008), «Химки» (2009), «Факел» Воронеж (2010—2012), литовском «Атлантасе» (2013—2017, с 2018).
В феврале 2020 года стал тренером команды 2003 года рождения академии ФК «Росич».
С лета 2022 — главный тренер клуба «Пересвет». В марте 2023 года возглавил костромской «Спартак». Вместе с костромским «Спартаком» по итогам осенней части сезона-2023/24 спустился в группу «Серебро», но весной, заняв первую строчку турнирной таблицы, поднялся в «Золото».

## Достижения

### В качестве игрока
«Актюбинец» (Актобе)
- Финалист Кубка Казахстана: 1994

«Шахтер» (Караганда)
- Бронзовый призёр Чемпионата Казахстана: 1995

### В качестве тренера
«Спартак» (Кострома)
- Первое место Вторая лига России, группа «серебро»: 2024

## Личная жизнь
Жена Ольга. Сын Владислав — футболист. Дочь Екатерина.